# 13607 Vicars
13607 Vicars eller 1994 SH11 är en asteroid i huvudbältet som upptäcktes den 29 september 1994 av Spacewatch vid Kitt Peak-observatoriet. Den är uppkallad efter Andrea Vicars.
Asteroiden har en diameter på ungefär 4 kilometer och den tillhör asteroidgruppen Vesta.